# هیلسبورو بیچ (فلوریدا)
هیلسبورو بیچ (به انگلیسی: Hillsboro Beach) شهرکی در شهرستان برووارد ایالت فلوریدا است که در سال ۱۹۳۹ بنیان‌گذاری شده‌است. این شهرک طبق سرشماری سال ۲۰۱۰ میلادی، ۱٬۸۷۵ نفر جمعیت داشته و مساحت آن نیز ۴٫۲ کیلومتر مربع است.